# 神山恭子
神山 恭子（かみやま きょうこ、1981年（昭和56年）11月1日 - ）は、日本の実業家。船橋屋代表取締役社長。旧姓・佐藤。

## 経歴
埼玉県坂戸市出身。十文字学園女子大学社会情報学部コミュニケーション学科卒業。2004年船橋屋入社。小田急百貨店新宿店和菓子売り場、「こよみ」広尾店立ち上げ、通販事業部立ち上げ、組織活性化プロジェクト（新卒採用担当）などを経て、2015年に社員総選挙で選ばれ執行役員就任。2016年から一般社団法人「くず餅研究所」研究担当を兼務。2019年株式会社くず餅乳酸菌LABOを設立し取締役就任。
2022年9月29日開催の臨時株主総会および取締役会にて、 同日付で代表取締役に就任。